# Chris Brokaw
Chris Brokaw (New York, 1º agosto 1964) è un musicista statunitense.

## Biografia
Nativo di New York, si trasferisce successivamente a Boston. Conosce all'Oberlin College Stephen Immerwahr, con cui forma nel 1989 i Codeine, gruppo seminale del genere slowcore nel quale suona la batteria.
Dopo il secondo album lascia il gruppo per fondare con Thalia Zedek, nel 1992, i Come, dove imbraccia alla chitarra. Il progetto, mai del tutto abbandonato, prosegue a pieno regime fino al 1999, anno in cui entrambi decidono di dedicarsi a progetti solisti.
La sua prima pubblicazione da solista è del 2001, un split EP con la band spagnola dei Viva Las Vegas.
Il musicista pubblica in seguito alcuni album ispirati al post rock ed una colonna sonora, pubblicati dall'etichetta tedesca Norman Records.
Nel 2008 fonda una propria etichetta, la Capitan Records, con la quale pubblica due dischi.
Sempre nel 2008, assieme a Chris Eckman e Hugo Race fonda il gruppo di rock-blues con contaminazioni  etniche dei Dirtmusic, progetto che ha abbandonato dopo il secondo album, BKO.
Nella sua lunga carriera ha partecipato anche alla realizzazione di dischi di molti artisti, tra cui Steve Wynn, Willard Grant Conspiracy, Evan Dando, Thalia Zedek, Pullman, The New Year.

## Discografia

### Album solista
- Red Cities (2002)
- Wandering As Water (2003)
- I Was Born, But... (2004, colonna sonora)
- Incredible Love (2005)
- Canaris (2008)
- Gracias, Ghost of The Future (2009, edizione limitata)
- VDSQ Solo Acoustic Vol. 3 (2010)